# Alphons Martini
Alphons Martini (* 1. August 1829 in Saulgau; † 14. April 1880 in Biberach an der Riß) war ein deutscher Mediziner.

## Leben
Alphons Martini wurde als Sohn des Ferdinand Martini geboren und studierte Medizin, Chirurgie, Geburtshilfe und Naturwissenschaften an den Universitäten München, Wien und Tübingen. Von 1850 bis 1852 bildete er sich in Paris, Wien und London weiter, indem er Arztpraxen besuchte und Professorenvorlesungen hörte. 1851 promovierte er in München zum medizinischen Doktor. Nachdem er die Staatsprüfungen bestanden hatte, war er 15 Jahre lang als Amtsarzt in Ochsenhausen tätig. 1869 zog er nach Biberach um, wo er eine chirurgische Praxis weiterführte. Im Jahr 1870 sowie im Folgejahr herrschte ein Krieg. Viele verwundete Soldaten wurden in einem Lazarett der Barmherzigen Schwestern untergebracht und von Martini behandelt.
Später hegte Martini den Plan, in eine größere Stadt umzuziehen und dort eine Privatklinik zu eröffnen, doch starb er zuvor im Alter von 50 Jahren. Da er in seinem Leben durch Operationen ausgelastet war, hinterließ er keine schriftlichen Werke.